# أصحاب الدين (جنرال)
أشهاب الدين، (من مواليد 28 أكتوبر 1958) هو لواء متقاعد في جيش بنغلاديش. شغل منصب سفير بنغلاديش لدى الكويت واليمن.

## الحياة المبكرة
وُلد أشهاب الدين في 28 أكتوبر 1958 في قرية ماتيجورا، اتحاد تيلبارا، بيانيبازار، سلهت. تزوج من فرحة أشهاب شودري في 29 فبراير 1988. ولهما ابن وابنة.
أكمل شهادة الثانوية العامة (SSC) وشهادة الثانوية العليا (HSC) من كلية فوجدارهات العسكرية. تخرج من جامعة شيتاغونغ، وحصل على دراسات عليا في العلوم السياسية من الجامعة الوطنية (بنغلاديش). كما نال درجة الماجستير في الدراسات الاستراتيجية الوطنية والدولية (MPhil) من جامعة مدراس في الهند.
أنهى عدة دورات عسكرية، منها دورة العلوم العسكرية في كلية القيادة والأركان للقوات المسلحة (بنغلاديش), ودورة استراتيجية في الكلية الوطنية للدفاع في نيودلهي، ودورة أركان الجيش في باكستان، إضافة إلى برامج تدريبية في قوات الاحتياط (1996) وعمليات القوات الخاصة (2003) والدورة التنفيذية العليا في الولايات المتحدة (2008).

## المسيرة المهنية
تم تكليف أشهاب الدين ضابطاً في جيش بنغلاديش عام 1979 ضمن الدورة الطويلة الأولى للأكاديمية العسكرية البنغلاديشية. قاد كتيبتين للمشاة، ولواءين للمشاة، وشغل منصب قائد فرقتين للمشاة، وقائد منطقة في كل من سافار وتشيتاغونغ، كما عمل مديراً للتدريب العسكري وسكرتيراً عسكرياً في قيادة الجيش. تولى كذلك قيادة كلية القيادة والأركان للقوات المسلحة. تقاعد من الخدمة العسكرية عام 2016.
شغل منصب سفير بنغلاديش لدى الكويت واليمن بين 17 أغسطس 2013 و2016. وكان رئيساً لـاتحاد بنغلاديش لرياضة الرماية، ونادي بهاتيارى للجولف، ونادي سافار للجولف.

### بعثات الأمم المتحدة
شارك في عمليات حفظ السلام التابعة للأمم المتحدة في موزمبيق.

## الجوائز
ميدالية الأمم المتحدة لحفظ السلام